# Janáček-Akademie für Musik und Darstellende Kunst Brünn

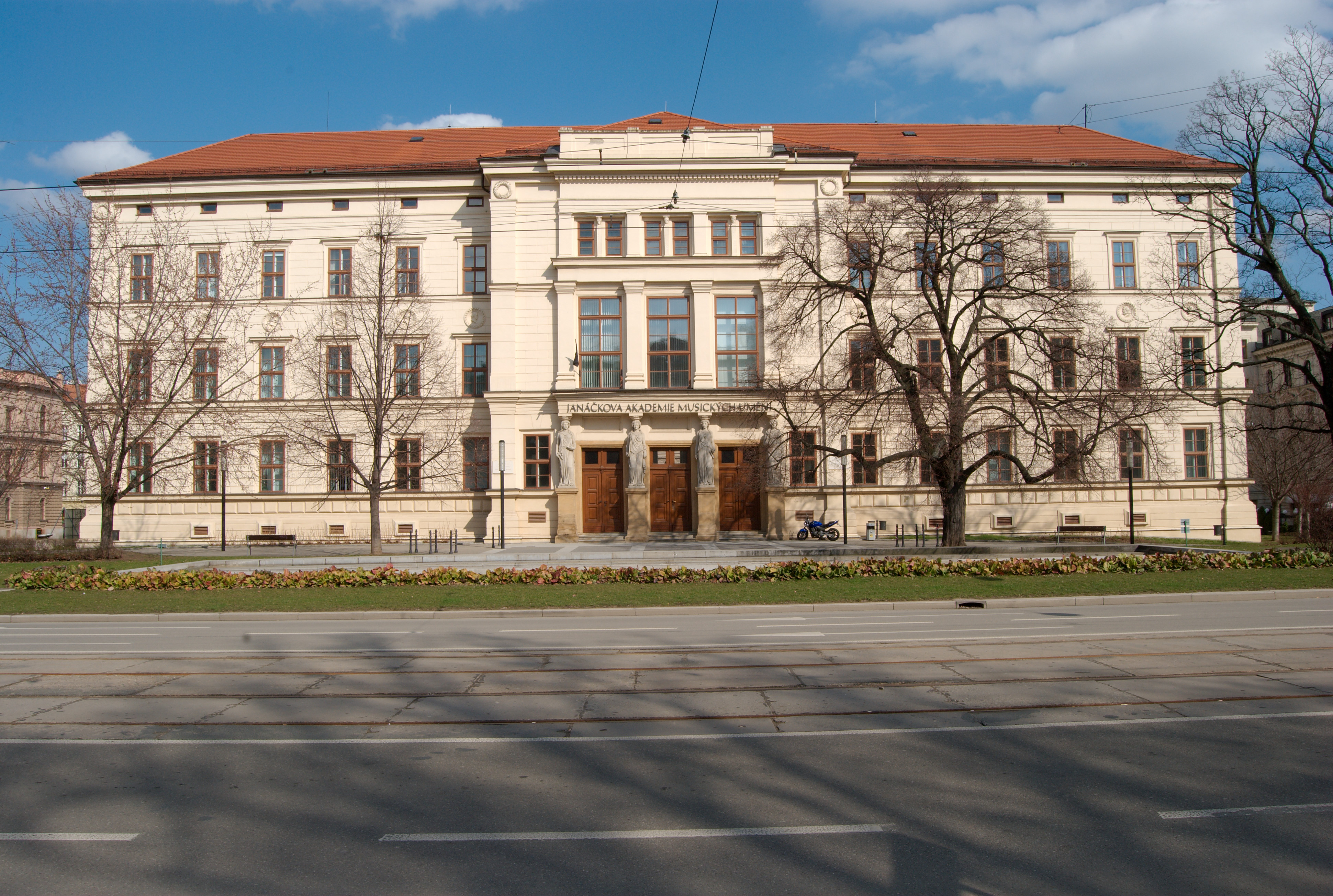
Universitätsgebäude

Die Janáček-Akademie für Musik und Darstellende Kunst Brünn (tschechisch: Janáčkova akademie múzických umění v Brně, kurz JAMU) in Brünn ist eine Hochschule für Musik und Theater.
Die JAMU ist eine von zwei Hochschulen für Musik und Theater in Tschechien. Sie wurde nach dem Komponisten Leoš Janáček benannt und 1947 gegründet. Nach Jahren der aufstrebenden Entwicklung der jungen Akademie „normalisierten“ sich die Aktivitäten nach dem Prager Frühling in der kommunistischen Ära der 1970er und 1980er Jahre. 1989 wurden die Grundlagen für eine Entfaltung der Darstellenden Künste geschaffen und die heutige Akademie mit namhaften Professoren etabliert.
Die JAMU mit den beiden Fakultäten Musik und Theater hat 2004/2005 circa 600 Studenten. Die Akademie bietet Studienmöglichkeiten in tschechischer, deutscher und englischer Sprache an. Die JAMU arbeitet mit zahlreichen Hochschulen im In- und Ausland zusammen.
Ehrendoktorate der Akademie wurden bisher an den Pianisten Rudolf Firkušný, den Dichter Ludvík Kundera, Václav Havel und den Dichter und Schauspieler Jiří Suchý verliehen.

## Fakultäten

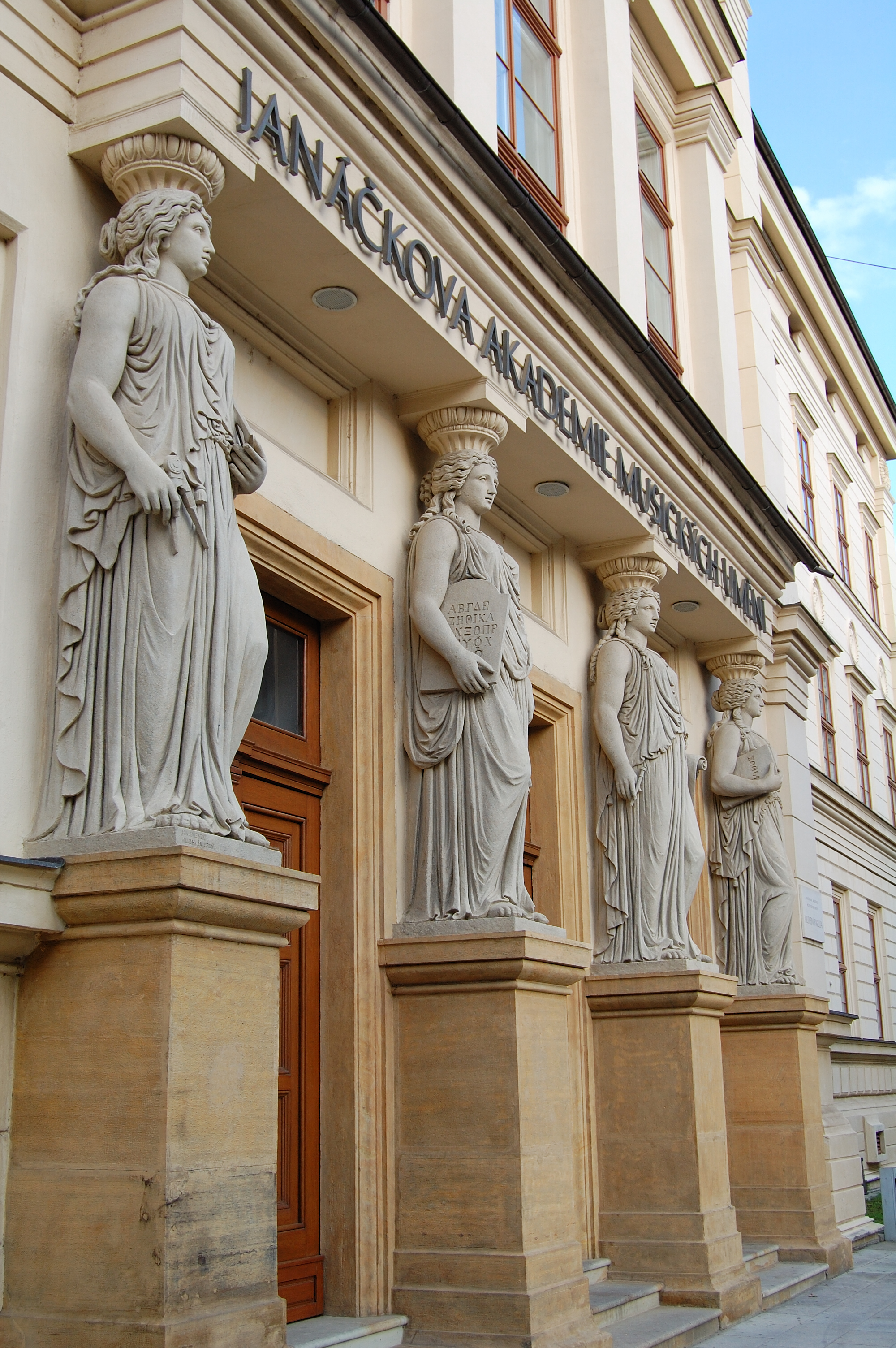
Eingang der Fakultät für Musik

- Fakultät für Musik
- Fakultät für Theater

## Bekannte Absolventen und Dozenten
- Vilém Petrželka (1889–1967), Komponist
- Josef Karlík (1928–2009), Schauspieler
- Květa Fialová (1929–2017), Schauspielerin und Synchronsprecherin
- Vladimír Menšík (1929–1988), Schauspieler
- Rudolf Růžička (* 1941), Komponist
- Petr Fiala (* 1943), Komponist und Dirigent
- Jiří Bartoška (1947–2025), Schauspieler
- Michaela Fukačová (* 1959), Cellistin
- Josef Polášek (* 1965), Schauspieler
- Igor Ardasev (* 1967), Pianist
- Marek Daniel (* 1971), Schauspieler
- Pavel Liška (* 1971), Schauspieler
- Tomáš Matonoha (* 1971), Schauspieler
- Jan Budař (* 1977), Schauspieler
- Jana Plodková (* 1981), Schauspielerin